# August Artaria
August Dominik Ignaz Adam Artaria (* Juli 1807; † 14. Dezember 1893 in Wien) war ein bedeutender Musik- und Kunstverleger in Wien. Seine Sammlung mit Blättern von Rembrandt und Albrecht Dürer wurde berühmt.

## Leben
August war der Sohn von Domenico Artaria (1775–1842), der die Alleininhaberschaft im Wiener Stammhaus Artaria erreicht hatte. August trat 1833 in die Firma ein und wurde 1842 Alleininhaber der bedeutenden Musikalienhandlung. Im Revolutionsjahr 1848 gehörte er dem Österreichischen Club an, der sich in der Kanzlei des Juristen Theobald von Rizy traf und gemäßigte politische Reformen anstrebte.
Artaria wurde der Verleger der Komponisten Auber, Boieldieu, Spohr und Rossini sowie unter anderen der Maler Hoechle, Kriehuber und Stubenrauch. Er förderte die Maler Friedrich von Amerling, Friedrich Gauermann und Ferdinand Georg Waldmüller. Weitere Bedeutung erlangte er als Mitbegründer der Gesellschaft der Musikfreunde Wiens.
Artaria erhielt Ehrungen als kaiserlicher Rath und Ritter des Franz-Joseph-Ordens.
Seine Söhne Carl August und Dominik gaben von 1894 bis 1918 die Denkmäler der Tonkunst in Österreich, eine Publikationsreihe, die repräsentativen Werken der österreichischen Musikgeschichte galt, heraus. Bereits 1897 wurde die berühmte Sammlung des Großvaters von Original-Meisterhandschriften mit Werken von Haydn, Mozart, Schubert und mehr als 80 Autographen Beethovens nach Bonn verkauft. Seit 1901 befindet sie sich in der Königlich Preußischen Staatsbibliothek in Berlin.

### Familie
August Artaria war verheiratet mit Caroline geb. Zinkl (1828–1872). Das Paar hatte vier Söhne und eine Tochter. Carl August (1855–1919) und Dominik (1859–1936) traten 1881 und 1890 in die Firma Artaria ein. Franz (1860–1942) ging zum Militär, wurde Oberstleutnant und schrieb die Geschichte der Familie.

### Das Ende des Familienunternehmens
Carl August starb 1919 kinderlos. Seine Brüder verkauften 1920 den kartographischen Verlag an Freytag & Berndt. 1931 wurde die Firma Artaria liquidiert und 1933 die Kunstsammlungen versteigert. Die Archive wurden durch die Stadt und Albertina in Wien aufbewahrt. Unter fremder Leitung wurde Artaria & Co. von 1934 bis 2012 im Artaria-Haus am Kohlmarkt weitergeführt.